# Batalla de los montes Nervasos
La batalla de los montes Nervasos fue un enfrentamiento militar ocurrido en el año 419 entre los suevos, dirigidos por su rey Hermerico y auxiliados por los romanos del comes Hispaniarum Asterio, y los vándalos, acaudillados por su propio rey Gunderico y auxiliados por los alanos, en el contexto de las invasiones germánicas en la península ibérica. El encuentro, que tuvo lugar en la actual provincia de León (España), se saldó con una victoria sueva.

## Antecedentes
Entre los años 409 y 411, los pueblos germánicos de los vándalos y suevos, así como los iranios alanos, penetraron en la península ibérica a través del Pirineo occidental, después de haber sometido la Galia romana a un régimen de saqueo y pillaje durante tres años. Los romanos no pueden dar una respuesta eficaz debido a las sublevaciones locales de Geroncio y Máximo, y con esto se abre el periodo de las invasiones germánicas en la península ibérica.
Los invasores pactaron entre sí, y a suertes, el reparto de los territorios hispanos: atravesando sin detenerse la Tarraconense, que permanece en su mayor parte en manos romanas, los vándalos silingos se asientan en la provincia romana de la Bética, los alanos en Lusitania y la Carthaginense, mientras que suevos y vándalos asdingos llegan a un acuerdo sobre la Gallaecia. Los suevos se quedarían con los conventos Lucense (con capital en Lucus Augusti, Lugo) y Bracarense (con capital en Bracara Augusta, Braga), y los asdingos el Convento Asturicense (con capital en Asturica Augusta, Astorga).

Hispania en 409-429.

En 416, Walia, rey de los visigodos de Tolosa, entra en la Península como aliado de los romanos para combatir a los invasores bárbaros. Estos prefieren no unirse para enfrentarse a la amenaza común, y para 418 ha aniquilado casi por completo a los silingos y dispersado a los alanos tras matar a su monarca Atax, que se refugian entre los asdingos, motivo por el que en adelante los reyes vándalos se nombrarán «reyes de los vándalos y los alanos».
El caudillo suevo Hermerico, por su parte, consiguió firmar un tratado con el emperador Honorio para que conceda a su tribu el estado legal de foederati, del que disfrutan también los visigodos, por lo que los hispanorromanos debían cederles tierras. Se establecieron guarniciones en las ciudades y Braga empezó a ser considerada el centro de poder. El desagrado de los hispanorromanos por el tener que dar parte de sus tierras a los suevos se mostrará en el futuro como fuente de conflictos entre nativos y colonos, dándose varios tratados de paz incumplidos y el envío de una embajada indígena al general Aecio en la Galia, encabezada por el obispo Hidacio, que no conseguirá sus propósitos.
En alianza con los romanos, Hermerico se dejaría llevar por los deseos expansionistas de su reino y entra en conflicto con sus vecinos vándalos, los más cercanos.

## La batalla
Los detalles del enfrentamiento entre los dos pueblos no están claros, pero podemos deducir que fueron los suevos los que llevaron la iniciativa al romper las hostilidades, ya que los montes Nervasos, llamados así o bien por el antiguo pueblo de los narbasos o por el general romano Erbasio, a pesar de su localización incierta, han podido ser situados en la comarca leonesa de El Bierzo, entonces el Convento Asturicense, que en virtud del pacto de 409–411 pertenecía a los vándalos asdingos de Gunderico.
Durante la invasión del territorio enemigo, Hermerico y su ejército son acorralados en los montes Nervasos por las tropas de Gunderico, y sólo la oportuna intervención romana salvó a los suevos de una grave derrota. Es el comes Hispanorum Asterio quien al frente de un poderoso ejército romano levantó el asedio de las posiciones suevas y obligó al ejército vándalo a retirarse. No acabó aquí la campaña romana, pues Asterio acosó a los vándalos hasta obligarles a replegarse al sur, hacia Bracara Augusta donde esperaba su vicarius Maurocelo, que comandaba otro ejército para la ocasión, para interceptar a los asdingos y derrotarlos.

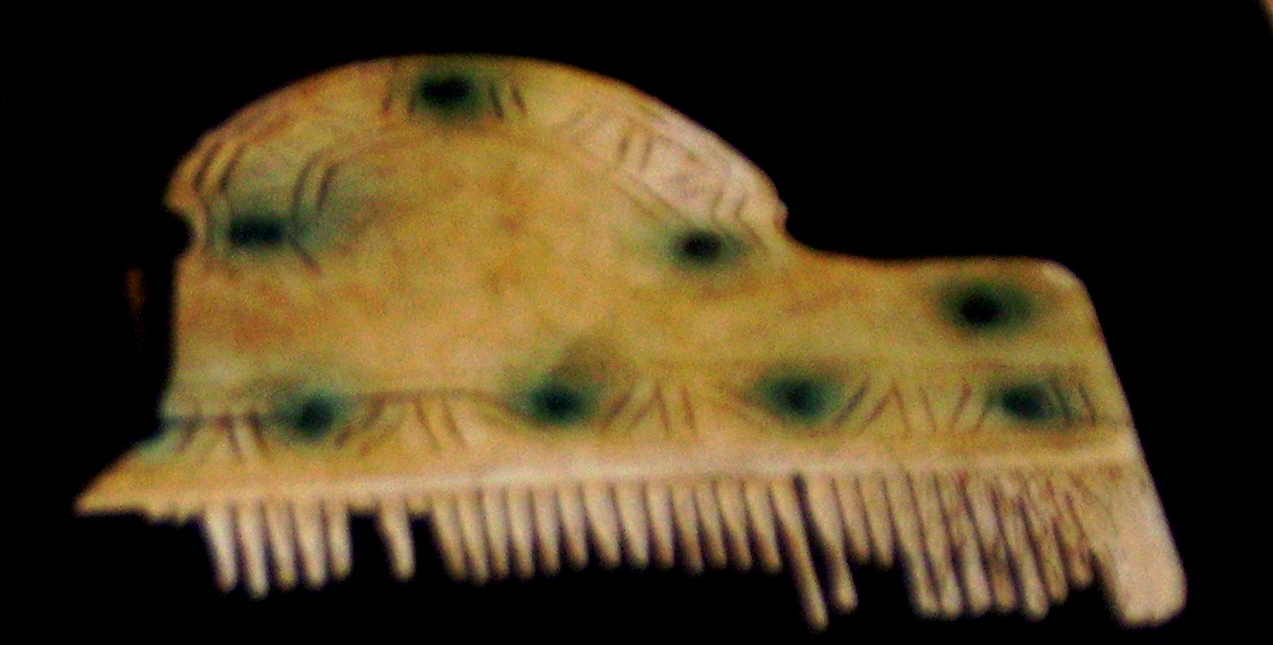
Peine de hueso época sueva, probable intercambio comercial. Perteneciente a la cultura de Cherniajov, fue hallado en Castro Bergidum.

## Consecuencias
Forzado por la derrota, el rey Gunderico guiará a su pueblo a buscar el asentamiento en la Bética. Entre 421 y 422 derrotan al ejército imperial de Flavio Castino enviado contra ellos para recuperar lo perdido, y construyeron una gran flota con la que lograron el predominio naval de la región y conquistar buena parte del sudeste de Hispania, llegando a saquear ciudades como Hispalis (Sevilla) y Carthago Nova (Cartagena), entre otras localidades.
En 428 muere Gunderico y le sucede en el trono su medio hermano Genserico, que decide que el nuevo hogar de los vándalos está en el norte de África, en el que las disputas internas impedirán la resistencia romana. Pero mientras Genserico se encuentra ocupado con los preparativos que harán que 80.000 personas, 15.000 de ellos guerreros, crucen el estrecho de Gibraltar, las bandas suevas de Hermigario le atacan por la retaguardia tras haber saqueado la Lusitania. Los incursores serán derrotados cerca de Mérida y su líder se ahogó en el Guadiana mientras intentaba huir. Al año siguiente los vándalos desembarcaron en Ceuta, desde la que en pocos años se harán con toda el África occidental romana y desde allí saquearán Roma, antes de ser barridos de la historia por Belisario, general de Justiniano I.
Respecto a los suevos, permanecerían en Gallaecia hasta la conquista visigoda de Leovigildo de su reino en 585, compartiendo la misma suerte que sus enemigos vándalos.